# Касія (Португалія)
Касія (порт. Cacia; МФА: [kɐ.ˈsi.ɐ]) — парафія в Португалії, у муніципалітеті Авейру. Розташована в західній частині країни, на теренах історичної португальської провінції Бейра. Входить до складу округу Авейру. За адміністративним поділом, чинним до 1976 року, терени парафії були складовою провінції Берегова Бейра. Належить до Авейрівської діоцезії Католицької церкви. Патрон — святий Юліан. Площа — 35,7549 км². Населення — 7354 ос. (2011). Сильно урбанізований регіон. Густота населення — 205,68 осіб/км²
. Код — 010502.

## Назва
- Ка́сія (порт. Cacia) — сучасна португальська назва.
- Ка́ція (лат. Cacia) — середньовічна латинська назва.

## Географія

Авейру (2013)
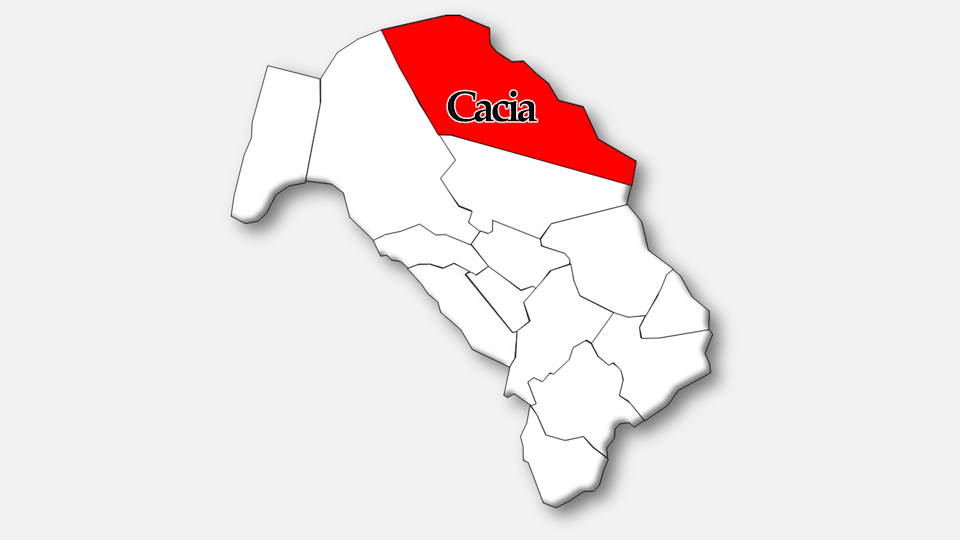
Касія

### Місцевості
- Віларіню (порт. Vilarinho, МФА: [vi.ɫɐ.ˈɾi.ɲu])
- Касія (порт. Cacia, МФА: [kɐ.ˈsi.ɐ])
- Кінта-ду-Лорейру (порт. Quintã do Loureiro, МФА: [kĩ.ˈtɐ̃ du ɫo.ˈɾɐj.ɾu])
- Повуа-ду-Пасу (порт. Póvoa do Paço, МФА: [ˈpɔ.vu.ɐ du ˈpa.su])
- Сарразола (порт. Sarrazola, МФА: [sa.ʁɐ.ˈzo.ɫɐ])
- Тештада (порт. Testada, МФА: [tɨʃ.ˈta.dɐ])

## Населення
| Кількість мешканців | Кількість мешканців | Кількість мешканців | Кількість мешканців | Кількість мешканців | Кількість мешканців | Кількість мешканців | Кількість мешканців | Кількість мешканців | Кількість мешканців | Кількість мешканців | Кількість мешканців | Кількість мешканців | Кількість мешканців | Кількість мешканців |
| ------------------- | ------------------- | ------------------- | ------------------- | ------------------- | ------------------- | ------------------- | ------------------- | ------------------- | ------------------- | ------------------- | ------------------- | ------------------- | ------------------- | ------------------- |
| 1864                | 1878                | 1890                | 1900                | 1911                | 1920                | 1930                | 1940                | 1950                | 1960                | 1970                | 1981                | 1991                | 2001                | 2011                |
| 2.482               | 2.599               | 2.386               | 2.605               | 3.001               | 2.991               | 3.191               | 3.074               | 3.245               | 4.385               | 4.769               | 5.642               | 6.527               | 7.006               | 7.354               |